# 三和村 (三重県)
三和村（みわむら）は三重県英虞郡にあった村。現在の同県志摩市大王町畔名・阿児町志島・大王町名田にあたる。

## 地理
- 海洋：太平洋
- 海浜：市後浜

## 歴史
- 1889年（明治22年）4月1日 - 町村制の施行により、畔名村・志島村・名田村の区域をもって発足。
- 1894年（明治27年）2月13日 - 分割され、3大字にそれぞれ畔名村・志島村・名田村が発足。同日三和村廃止。